# SCTR
SCTR (англ. Secretin receptor) – білок, який кодується однойменним геном, розташованим у людей на короткому плечі 2-ї хромосоми.  Довжина поліпептидного ланцюга білка становить 440 амінокислот, а молекулярна маса — 50 207.
| 10         |  | 20         |  | 30         |  | 40         |  | 50         |
| ---------- |  | ---------- |  | ---------- |  | ---------- |  | ---------- |
| MRPHLSPPLQ |  | QLLLPVLLAC |  | AAHSTGALPR |  | LCDVLQVLWE |  | EQDQCLQELS |
| REQTGDLGTE |  | QPVPGCEGMW |  | DNISCWPSSV |  | PGRMVEVECP |  | RFLRMLTSRN |
| GSLFRNCTQD |  | GWSETFPRPN |  | LACGVNVNDS |  | SNEKRHSYLL |  | KLKVMYTVGY |
| SSSLVMLLVA |  | LGILCAFRRL |  | HCTRNYIHMH |  | LFVSFILRAL |  | SNFIKDAVLF |
| SSDDVTYCDA |  | HRAGCKLVMV |  | LFQYCIMANY |  | SWLLVEGLYL |  | HTLLAISFFS |
| ERKYLQGFVA |  | FGWGSPAIFV |  | ALWAIARHFL |  | EDVGCWDINA |  | NASIWWIIRG |
| PVILSILINF |  | ILFINILRIL |  | MRKLRTQETR |  | GNEVSHYKRL |  | ARSTLLLIPL |
| FGIHYIVFAF |  | SPEDAMEIQL |  | FFELALGSFQ |  | GLVVAVLYCF |  | LNGEVQLEVQ |
| KKWQQWHLRE |  | FPLHPVASFS |  | NSTKASHLEQ |  | SQGTCRTSII |  |            |

A: Аланін

C: Цистеїн

D: Аспарагінова кислота

E: Глутамінова кислота

F: Фенілаланін

G: Гліцин

H: Гістидин

I: Ізолейцин

K: Лізин

L: Лейцин

M: Метіонін

N: Аспарагін

P: Пролін

Q: Глутамін

R: Аргінін

S: Серин

T: Треонін

V: Валін

W: Триптофан

Кодований геном білок за функціями належить до рецепторів, g-білокспряжених рецепторів, білків внутрішньоклітинного сигналінгу. 
Задіяний у такому біологічному процесі як поліморфізм. 
Локалізований у клітинній мембрані, мембрані.